# Eristoff
Eristoff ist der Name einer Wodkamarke der Bacardi Company Limited.

## Geschichte
Ursprünglich wurde das Getränk von der georgischen Fürstenfamilie Eristoff (ერისთავი) (genauer gesagt von Nikolaj Alexandrovitch Eristoff) im Jahre 1806 für den heimischen Markt entwickelt, schon bald darauf erlangte das Produkt großes Ansehen. 1920, nach der russischen Revolution war Prinz Nikolai Alexandrovich Eristoff gezwungen ins Exil nach Europa zu gehen. In Mailand wurde der Wodka bis zur Aufhebung des Exils 1956 weiterproduziert. Ab 1960 übernahm der italienische Hersteller Martini & Rossi die Produktion im großen Stil, erstmals wurde das Produkt auch für den Export hergestellt.

## Marktposition
Heute wird Eristoff-Wodka vor allem in den USA, Portugal, Italien und Österreich vertrieben.

## Produkte
Alle Eristoff Produkte basieren auf Wodka, welcher ausschließlich aus Wasser, Weizen und Hefe hergestellt wird.
- Eristoff Wodka (37,5 % vol.)
- Eristoff Gold (20 % vol.), bernsteinfarbener Wodka mit Karamellgeschmack
- Eristoff Red (20 % vol.), roter Wodka mit Schlehen und Sauerkirschen
- Eristoff Black (20 % vol.), schwarzer Wodka mit wilden Beeren
- Eristoff Lime (20 % vol.), Wodka mit Limetten Geschmack
- Eristoff Pink (18 % vol.), Wodka mit Erdbeergeschmack
- Eristoff Blood Orange (20 % vol.), Wodka mit Blutorangen Geschmack
- Eristoff Vegas (20 % vol.), Wodka mit Guarana & Ginger Geschmack
- Eristoff Ginger (20 % vol.), goldener Wodka mit Ingwer Geschmack
- Eristoff Ice (4 % vol.), Wodka-Lemon (RTD)
- Eristoff Fire (4 % vol.), Beeren Geschmack (RTD)
- Eristoff Flash (4 % vol.), Wodka-Orange (RTD)
- Eristoff Passion (18 % vol.), orange/gelber Wodka mit Passionsfrucht Geschmack